# Friedrich von Hotze
Friedrich von Hotze (Richterswil, 20 aprile 1739 – Schänis, 25 settembre 1799) è stato un generale svizzero che prestò servizio nell'Esercito del Sacro Romano Impero e nell'Esercito imperiale russo durante le guerre rivoluzionarie francesi.
Nato nel 1739 a Richterswil, si arruolò nel 1758 nell'Esercito del Ducato di Württemberg, che lasciò nel 1765 per tentare, senza successo, di mettersi al servizio del Regno di Prussia. Entrò invece nell'Esercito imperiale russo, dove rimase dal 1768 al 1776, e, nel 1778, in quello del Sacro Romano Impero, dove raggiunse il grado di tenente feldmaresciallo. Abbandonato brevemente l'esercito nel 1798, riprese subito il suo vecchio incarico per comandare le truppe austriache che nel Vorarlberg affrontarono i francesi del generale Andrea Massena nel quadro della guerra della seconda coalizione, motivo per cui il Direttorio dell'allora Repubblica Elvetica lo privò della cittadinanza svizzera. Cadde ucciso dalle truppe francesi durante la seconda battaglia di Zurigo il 25 settembre 1799.

## Biografia

### Infanzia e inizi di carriera
Friedrich Hotze nacque a Richterswil, in Svizzera, il 20 aprile 1739, secondo figlio nato dal matrimonio tra Johannes Hotze, dottore e chirurgo militare in Assia, e Juditha Gessner, nativa di Zurigo. Suo fratello più grande, Johannes, era medico, mentre uno dei suoi cugini fu il pedagogista Johann Heinrich Pestalozzi.
Dopo aver studiato al ginnasio "Carolinum" di Zurigo e all'Università di Tubinga, nell'ottobre 1758 entrò nell'Esercito del Ducato di Württemberg, ricoprendo inizialmente la funzione di vessillifero in un reggimento di ussari. Nel 1759 venne promosso tenente, quindi capitano (Rittmeister) nel 1761, ma nel 1765 lasciò l'incarico per via della diminuzione dei fondi destinati all'esercito. Passati alcuni anni in Svizzera, nel maggio 1768 fu ammesso nell'Esercito imperiale russo della zarina Caterina la Grande, militando come tenente nel reggimento di dragoni "Ingermannland", un nome che corrisponde alla porzione di terreno compresa tra il lago dei Ciudi, il fiume Narva e il lago Ladoga.
Con l'esercito russo Hotze combatté in svariate battaglie contro gli ottomani, distinguendosi particolarmente a Giurgiu, nel 1771, dove rimase ferito guadagnandosi però la promozione a secondo maggiore concessagli direttamente dal generale Aleksandr Vasil'evič Suvorov. Nel 1774 fu promosso primo maggiore.

### Al servizio degli Asburgo
L'Impero russo e quello ottomano cessarono le ostilità siglando il trattato di Küçük Kaynarca il 21 luglio 1775. Il 18 settembre 1776 Hotze lasciò l'esercito zarista per tornare nella sua casa vicino a Zurigo, non prima però di aver chiesto a Vienna all'imperatore Francesco II un incarico come maggiore nell'Esercito del Sacro Romano Impero. Lasciato senza risposta, Hotze tornò a fare la stessa richiesta nel 1777, ricevendo stavolta una risposta positiva. Ammesso formalmente il 13 gennaio 1778, venne inizialmente assegnato al 26º Reggimento corazzieri, con il quale combatté nella guerra di successione bavarese, quindi transitò brevemente nel Reggimento corazzieri "Marquis de Voghera" in Ungheria fino al 1783, passando l'anno successivo al comando del 1º Reggimento lancieri di Galizia, con il nuovo grado di tenente colonnello (Oberstleutnant); quest'ultimo reggimento in seguito venne trasformato nel 1º Reggimento lancieri.
L'esperienza pregressa maturata in campo bellico spinse Hotze a spingere presso l'Imperatore per un rinnovamento dell'organizzazione e dell'addestramento dei lancieri, ottenendo in risposta nel febbraio 1786 il grado di colonnello (Oberst) e la nomina a comandante del corpo dei lancieri. Il suo lavoro venne notato anche dalla zarina Caterina la Grande, che nel 1787 lo chiamò in Russia per fondare e seguire la nascita dei lancieri in seno all'Esercito imperiale russo. Allo scoppio di una nuova guerra russo-turca (1787-1792), in cui venne coinvolto anche il Sacro Romano Impero, Hotze tornò in Austria al comando del 1º Reggimento lancieri.

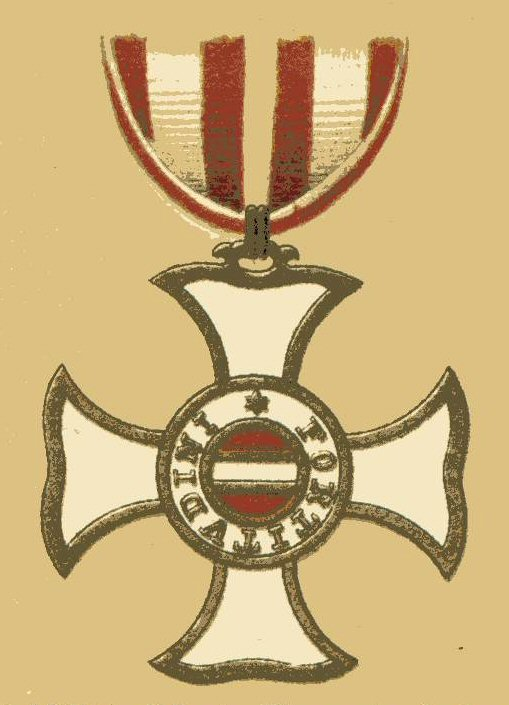
La croce dell'Ordine militare di Maria Teresa. Hotze ricevette questa onorificenza per i suoi meriti nella battaglia di Würzburg

### Guerra della prima coalizione
Allo scoppio della guerra della prima coalizione (aprile 1792), Hotze e il suo reggimento si unirono nella Brisgovia al Corpo d'armata autonomo austriaco di Antonio I Esterházy, senza tuttavia prendere parte a nessun combattimento. All'inizio del 1793 il 1º Lancieri venne posto sotto il comando dell'Armata dell'alto Reno del generale von Wurmser e qui Hotze, promosso a febbraio maggior generale (Generalmajor), giocò un ruolo essenziale nella battaglia di Wissembourg in qualità di comandante di una delle colonne deputate all'assalto delle linee francesi; l'episodio gli valse il 25 ottobre la nomina a cavaliere dell'Ordine militare di Maria Teresa. Nel 1794 von Hotze passò al Corpo d'armata del principe di Hohenlohe-Kirchberg, con cui combatté da maggio a settembre i francesi del generale Desaix sul Reno, a Schweigenheim, Westheim e Landau in der Pfalz.
In tutte queste occasioni Hotze diede prova di essere un valido comandante sul campo. Già elevato nel 1793 da Francesco II al rango di barone (Freiherr), tornò nel 1795 sotto il comando di von Wurmser per sgomberare i francesi dalle posizioni attorno a Mannheim, combattendo poi a Edighofen e Kaiserslautern. Promosso tenente feldmaresciallo (Feldmarschalleutnant, un grado inusuale per chi come lui non era di origini nobili) il 4 marzo 1796, nella battaglia di Neresheim di agosto aveva ai propri ordini il centro della linea dell'arciduca Carlo (tredici battaglioni di fanteria e ventotto squadroni di cavalleria, per un totale di 13 300 soldati) ma, benché riuscì a liberare alcuni villaggi dai francesi, i suoi uomini non furono in grado di inseguire i nemici. Dopo Neresheim partecipò alle battaglie gemelle di Neumarkt e Lauf, nonché alla battaglia di Würzburg del 3 settembre, guadagnandosi il 29 aprile 1797 il titolo di Commendatore dell'Ordine militare di Maria Teresa.

### Guerra della seconda coalizione
Con la sigla del trattato di Campoformio avvenuta il 17 ottobre 1797, il 15 febbraio 1798 von Hotze si congedò dall'Esercito del Sacro Romano Impero per tornare nella sua Svizzera. Non appena tornato in Patria, tuttavia, il governo della Confederazione venne rovesciato con l'appoggio del Direttorio francese, che instaurò la Repubblica Elvetica. Tornato in Austria, von Hotze venne reintegrato nell'esercito il 29 gennaio 1799. Il Sacro Romano Impero, membro della seconda coalizione, tornò in guerra contro la Francia a marzo.
Il ritorno in Austria costò a von Hotze la cittadinanza svizzera, revocatagli dal Direttorio svizzero, ma il suo passato fu sfruttato dagli alleati che lo affiancarono a William Wickham, una spia inglese, e al colonnello britannico Williams per organizzare una flottiglia nel lago di Costanza. Von Hotze si mise quindi alla guida dei 15 000 soldati stanziati nel Vorarlberg contro i francesi di Andrea Massena e, una volta fortificata Feldkirch, si impossessò dell'importante passo di Sankt Luzisteig che univa la Svizzera al Liechtenstein. Una volta resosi conto che i francesi si stavano muovendo verso il lago di Costanza, von Hotze con 10 000 uomini mosse verso il lago per supportare il fianco sinistro dell'arciduca Carlo e, sebbene non giunse in tempo per le battaglie di Ostrach e Stockach (marzo 1799), i suoi movimenti influenzarono ugualmente le scelte dei comandanti francesi.
Entro la metà del maggio 1799, von Hotze e il conte Heinrich Johann Bellegarde avevano strappato il controllo del Cantone dei Grigioni ai francesi; contemporaneamente l'arciduca Carlo, una volta costretto l'Armata del Danubio del generale Jean-Baptiste Jourdan a indietreggiare oltre il Reno, a sua volta oltrepassò il fiume per ricongiungersi poi a Zurigo con von Hotze e Bellegarde. Von Hotze riuscì a sloggiare i francesi di Andrea Massena (che aveva riunito in un unico esercito le armate del Danubio e della Svizzera) nella battaglia di Winterthur dall'omonima cittadina, al prezzo però di pesanti perdite. Riunite le forze con gli altri eserciti, l'arciduca Carlo attaccò le posizioni francesi a Zurigo (prima battaglia di Zurigo) dal 4 al 7 giugno: a von Hotze vennero affidati i 19 000 uomini della linea sinistra austriaca e, benché ferito al braccio sinistro, rimase sul campo e riuscì a spingere i francesi oltre il fiume Limmat, dove si fermò in difesa.

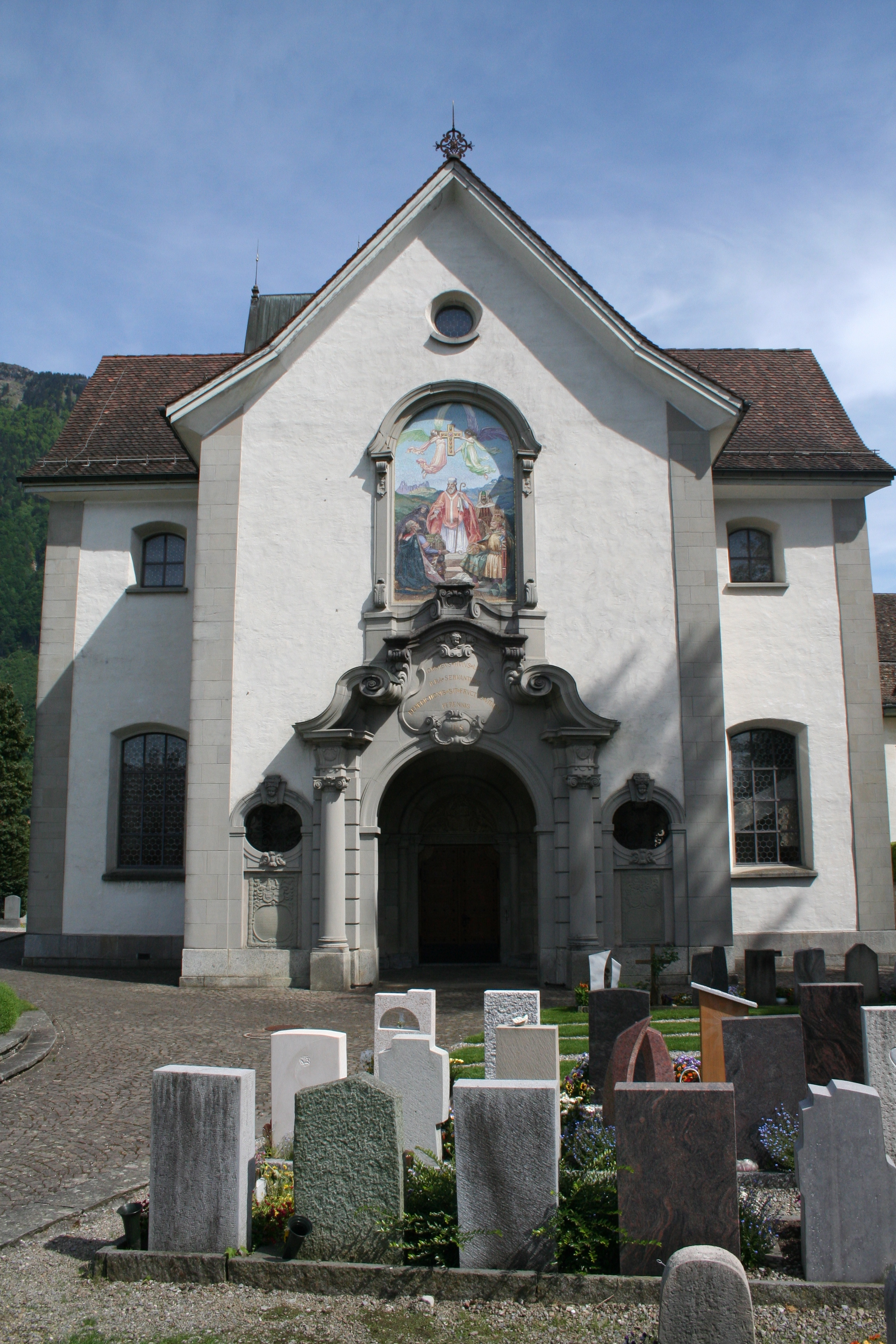
Von Hotze venne originariamente sepolto presso la chiesa del villaggio di Schänis

La situazione dei coalizzati cambiò drasticamente nell'agosto 1799, quando per motivi politici l'imperatore Francesco II ordinò all'arciduca Carlo, suo fratello, di ritirarsi oltre il Reno. La decisione, giudicata dallo stesso Carlo irragionevole, venne comunque attuata e la Svizzera venne lasciata ai 30 000 russi di Korsakov e ai 20 000 imperiali di von Hotze, una forza troppo esigua per vincere i francesi. In loro soccorso venne inviato dall'Italia l'esercito russo del generale Suvorov, che secondo von Hotze si sarebbe diretto verso il Canton San Gallo passando per il Canton Svitto, motivo per cui ordinò di fortificare le posizioni lungo il confine del Canton San Gallo in attesa dei rinforzi. La mattina del 25 settembre, durante la seconda battaglia di Zurigo, von Hotze e il suo capo di stato maggiore, colonnello von Plunkelt, uscirono per una ricognizione vicino al villaggio di Schänis, lungo il fiume Linth, a soli 32 km da Richterswil, il paese di nascita di von Hotze; nella nebbia mattutina il drappello si imbatté in una pattuglia di ricognitori francesi della 25ª Demi-brigade che intimò loro la resa, ma sia Hotze sia von Plunkelt si diedero alla fuga, venendo uccisi dalle raffiche dei moschetti.
Il corpo di von Hotze venne in un primo momento tumulato presso la chiesa di Schänis, ma nel 1851 venne spostato a Bregenz. La morte di von Hotze lasciò i comandi austriaci confusi e inermi di fronte all'attraversamento della Linth da parte dei francesi di Soult, che il 25 settembre non trovarono grandi difficoltà nello sconfiggere gli austriaci.